# Queirozia turbinata
Queirozia turbinata är en svampart som beskrevs av Viégas & Cardoso 1944. Queirozia turbinata är ensam i släktet Queirozia som ingår i familjen Erysiphaceae.   Inga underarter finns listade i Catalogue of Life.